# Intramuskularna aplikacija
Intramuskularna aplikacija je vnos zdravila v telo z vbrizganjem v mišico. Ta način aplikacije zdravila se uporablja za določena zdravila, ki se dajejo v manjših odmerkih. Odvisno od fizikalno-kemijskih lastnosti zdravila se le-ta absorbira iz mišice v kri zelo hitro ali pa počasi in postopoma – v zadnjem primeru gre za tako imenovan depojski pripravek. 
Farmacevtska oblika, ki se daje intramuskularno, je intramuskularna injekcija. Navadno se dajejo v deltasto, stransko mogočno mišico ali v zadnjične mišice. 
Kontraindikaciji za intramuskularno aplikacijo sta trombocitopenija (zmanjšana koncentracija krvnih ploščic) in koagulopatija (nagnjenje h krvavitvam), saj lahko v teh primerih pride do nastanka hematoma.
Primeri učinkovin, ki se dajejo z intramuskularnimi injekcijami:
- kodein
- metotreksat
- metoklopramid
- olanzapin
- streptomicin
- številna cepiva
- diazepam
- prednison
- spolni hormoni (testosteron ...)
- dimerkaprol